# Фейзулаху, Эртон
Эртон Фейзулаху (алб. Erton Fejzullahu; 9 апреля 1988 года, Титова-Митровица) — шведско-косоварский футболист, нападающий.

## Клубная карьера
Эртон Фейзулаху родился в косовском городе Титова-Митровица, но когда ему было 3 года его семья перебралась в Швецию. Эртон рос в городе Карлсхамн, где обучался футболу в местном клубе «Хёгадальс». В 2005—2007 годах Фейзулаху занимался в датском клубе «Копенгаген», с которым и заключил свой первый контракт.
Однако за ведущий датский клуб он так и не сыграл на высшем уровне, а дебютировал на профессиональном уровне, выступая на правах аренды за клуб шведской Суперэттан «Мьельбю». Впервые он вышел на поле в рамках этой лиги 16 апреля 2007 года, в гостевом матче против «Сундсвалля». В Суперэттан 2009 Фейзулаху в 14 матчах лиги забил 13 голов, в том числе сделав хет-трик в гостевом поединке против «Юнгшиле». Но турнир, по итогам которого он занял 6-е место в списке бомбардиров, а «Мьельбю» вышел в Аллсвенскан, он не доиграл, подписав в июле 2009 года контракт с нидерландским клубом НЕК.
2 августа 2009 года Фейзулаху дебютировал в Эредивизи, выйдя в стартовом составе НЕКа в гостевом поединке против «Фейеноорда». А в следующем туре он уже забил свой первый гол за НЕК, увеличив преимущество своей команды в домашней игре против «Херенвена».
В начале 2011 года Фейзулаху на правах аренды перешёл в датский «Раннерс», а летом на тех же правах вернулся в «Мьельбю», где вновь начал регулярно забивать. В августе 2012 года Фейзулаху заключил контракт с шведским клубом «Юргорден». 25 августа 2012 года он оформил хет-трик за новый клуб, принесший ему домашнюю победу над «Хельсингборгом».
Летом 2014 года Фейзулаху перебрался в Китай, где выступал за «Бэйцзин Гоань», первоначально как игрок аренды.

## Карьера в сборной
23 января 2013 года Эртон Фейзулаху дебютировал за сборную Швеции в матче против сборной КНДР, полуфинале Кубка короля Таиланда 2013. В этом же матче он забил и свой первый гол за сборную, сравняв счёт в начале второго тайма. Через год он отметился дублем за Швецию, принеся ей волевую победу в концовке товарищеского матча, проходившего в ОАЭ, над Молдовой.
10 октября 2015 года Эртон Фейзулаху дебютировал за сборную Косова в товарищеском матче против сборной Экваториальной Гвинеи, выйдя в стартовом составе.

## Статистика выступлений

### В сборной
| Матчи и голы Эртона Фейзулаху за сборную Косова | Матчи и голы Эртона Фейзулаху за сборную Косова | Матчи и голы Эртона Фейзулаху за сборную Косова | Матчи и голы Эртона Фейзулаху за сборную Косова | Матчи и голы Эртона Фейзулаху за сборную Косова | Матчи и голы Эртона Фейзулаху за сборную Косова | Матчи и голы Эртона Фейзулаху за сборную Косова |
| №                                               | Дата                                            | Место проведения                                | Соперник                                        | Счёт                                            | Голы                                            | Соревнование                                    |
| ----------------------------------------------- | ----------------------------------------------- | ----------------------------------------------- | ----------------------------------------------- | ----------------------------------------------- | ----------------------------------------------- | ----------------------------------------------- |
| 1                                               | 10 октября 2015                                 | Городской стадион, Приштина                     | Экваториальная Гвинея                           | 2:0                                             | —                                               | Товарищеский матч                               |
| 2                                               | 2 сентября 2017                                 | Максимир, Загреб                                | Хорватия                                        | 0:1                                             | —                                               | Квалификация ЧМ 2018                            |

Итого: 2 матча / 0 голов; eu-football.info.